# Gustave Maincent
Gustave Maincent né le 18 mars 1848  à Batignolles-Monceau (Seine) et mort le 2 octobre 1897 à Rueil-Malmaison (Hauts-de-Seine) est un peintre français.
Spécialisé dans la peinture de paysage, on le qualifie de « petit maître des bords de Seine ».

## Biographie

### Naissance, famille et formation
Gustave Émile Maincent est né le 18 mars 1848 à Batignolles-Monceau au 25, rue Saint-Louis, actuelle rue Nollet dans le quartier des Batignolles (17e arrondissement de Paris). Il est le fils de Charles Eugène Maincent, directeur particulier de la caisse des écoles et des familles, et de Catherine Élisa Césarine Obry, sans profession,. Il a un frère ainé, Eugène Maincent (1840-1805), né également à Paris, qui reçoit, en 1859, le deuxième prix de dessin de mémoire, lors de la cérémonie de la distribution des prix de l'École impériale de dessin et de sculpture pour l'application des beaux-arts à l'industrie, dans l'amphithéâtre du lycée Louis-le-Grand. Le 5 avril 1873, Eugène Maincent se marie dans le 1er arrondissement de Paris avec Hortense Augustine Lepetit, il exerce un métier en rapport avec le dessin et l'ameublement et participe à plusieurs Salons.
Gustave Maincent se forme notamment aux Beaux-Arts de Paris, où il est élève dans l'atelier d'Isidore Pils, et à l'École impériale de dessin pour l'application des beaux-arts à l'industrie où enseigne Guillaume Cabasson,. En 1865, lors de la distribution des prix de l'École impériale de dessin dans la grande salle du lycée Louis-le-Grand, il reçoit le premier prix « Dessin - Plante vivante » ; un accessit pour le « Dessin d'après la bosse » - Ornement ; le premier prix de la Gravure sur bois ; le prix unique, du Dessin d'après la bosse composée, partagé avec Antoine Beltrand.

### Peintre
C'est en tant que peintre que Gustave Maincent se présente, en 1867, pour la première fois au Salon, qui se tient dans le palais des Champs-Élysées à Paris, avec un tableau intitulé Paysage. Il est alors domicilié au 26, rue Saint-Paul. Au salon de 1874, F.-C. Ribérac, le critique de la revue d'art Paris à l'eau-forte, décrit la section paysage, ou le tableau Aux environs de Paris de Maincent est accroché :

« Le paysage nous montrera quelques impressionnistes. Le genre n'en compte guère encore. Après M. Manet, qui s'est vu refuser deux toiles, et dont le Chemin de fer, d'une couleur superbe, fait le désespoir des gommeux, et M. Edmond Morin, qui nous montre Paris au Printemps, s'éveillant, sous le soleil, dans un fouillis vivant de fleurs et de flâneurs, on ne peut guère rapprocher de l'école que M. Maincent, qui attable un homme et deux femmes dans un café feuillu aux Environs de Paris. »

- Œuvres parisiennes de Gustave Maincent[f]

Œuvres parisiennes de Gustave Maincent
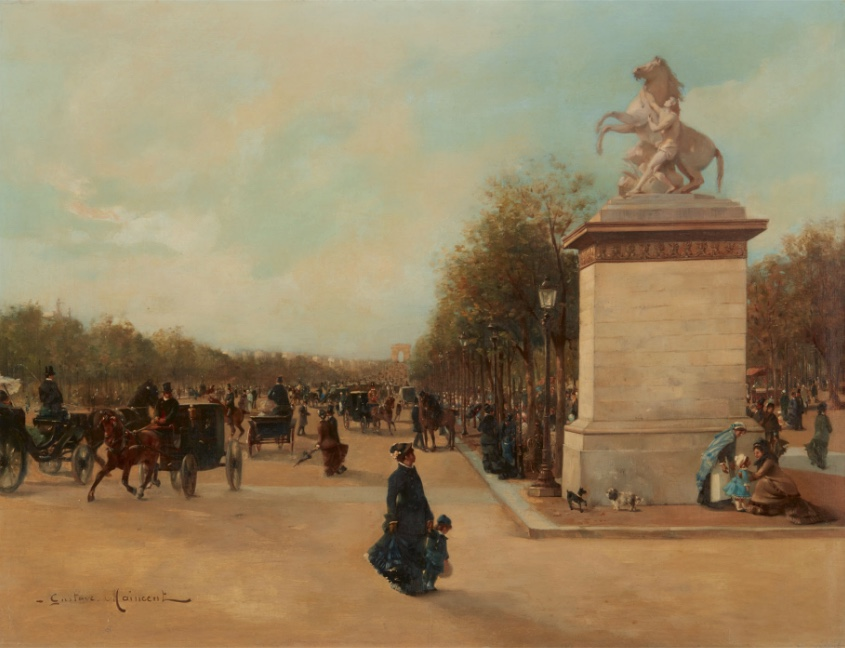
Les Champs-Élysées, non daté, huile sur toile, 60,3 × 78,1 cm, New-York, Sotheby's[14].
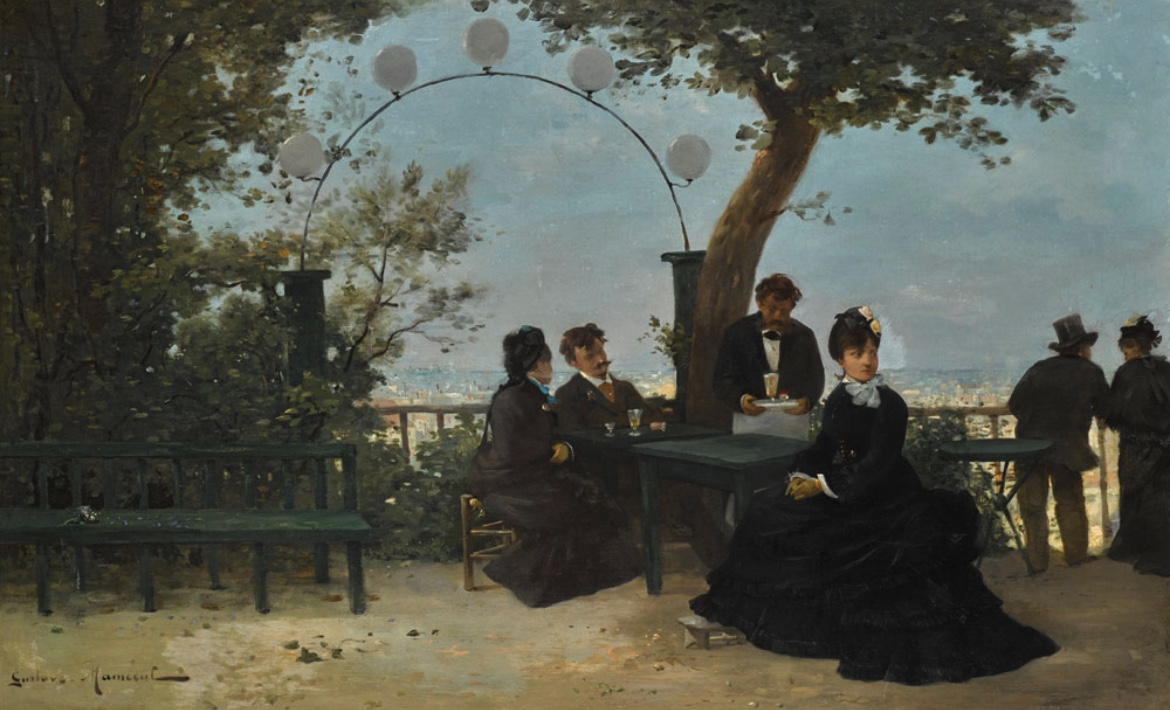
Le Goûter sur la terrasse, non daté, huile sur toile, 57 × 91 cm, Londres Sotheby's[15].
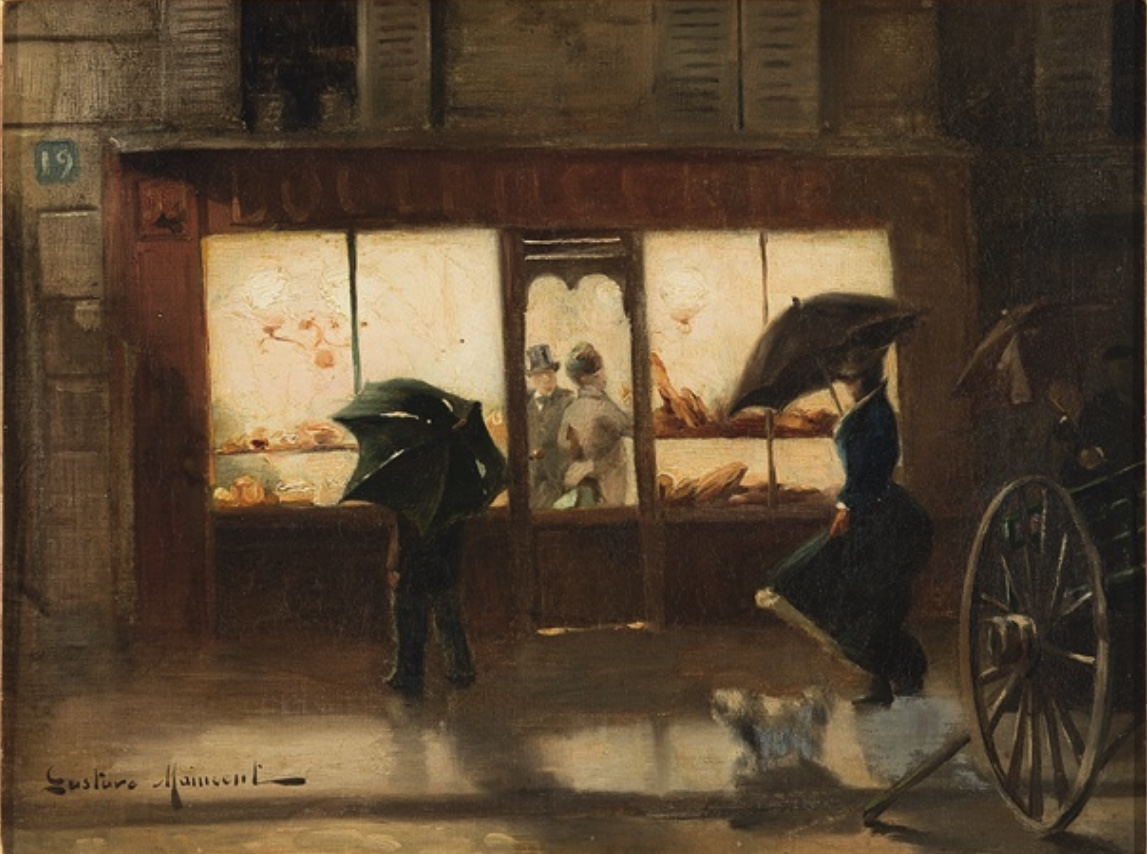
Boulangerie, non daté, huile sur toile, 24,5 × 32 cm, citée par artnet[16].

En 1880, son dessin Pont sur la Seine à Paris sert de modèle à une gravure publiée dans un recueil de François Clément Sommier dit Henry Somm. En juillet, un journaliste du Gaulois observe Gustave Maincent en train de terminer « une vue de l'avenue Trudaine, dont la gigantesque caricature de M. André Gill forme le second plan » Ce travail va donner lieu à la publication d'une planche coloriée, intitulée Fête nationale (Avenue Trudaine, 14 juillet 1880), imprimée par Jules Chéret. Il obtient sa première récompense, une mention honorable, au Salon de 1881 avec un tableau titré Place Pigalle. En 1883, il réalise un dessin, intitulé Elle allait où va une femme qui sort, le nez au vent, parisienne rieuse, pour illustrer la pièce, Le Rêve d'un Viveur, de Jean-Louis Dubut de Laforest, il est publié dans le recueil de la pièce.

Dessins de Gustave Maincent
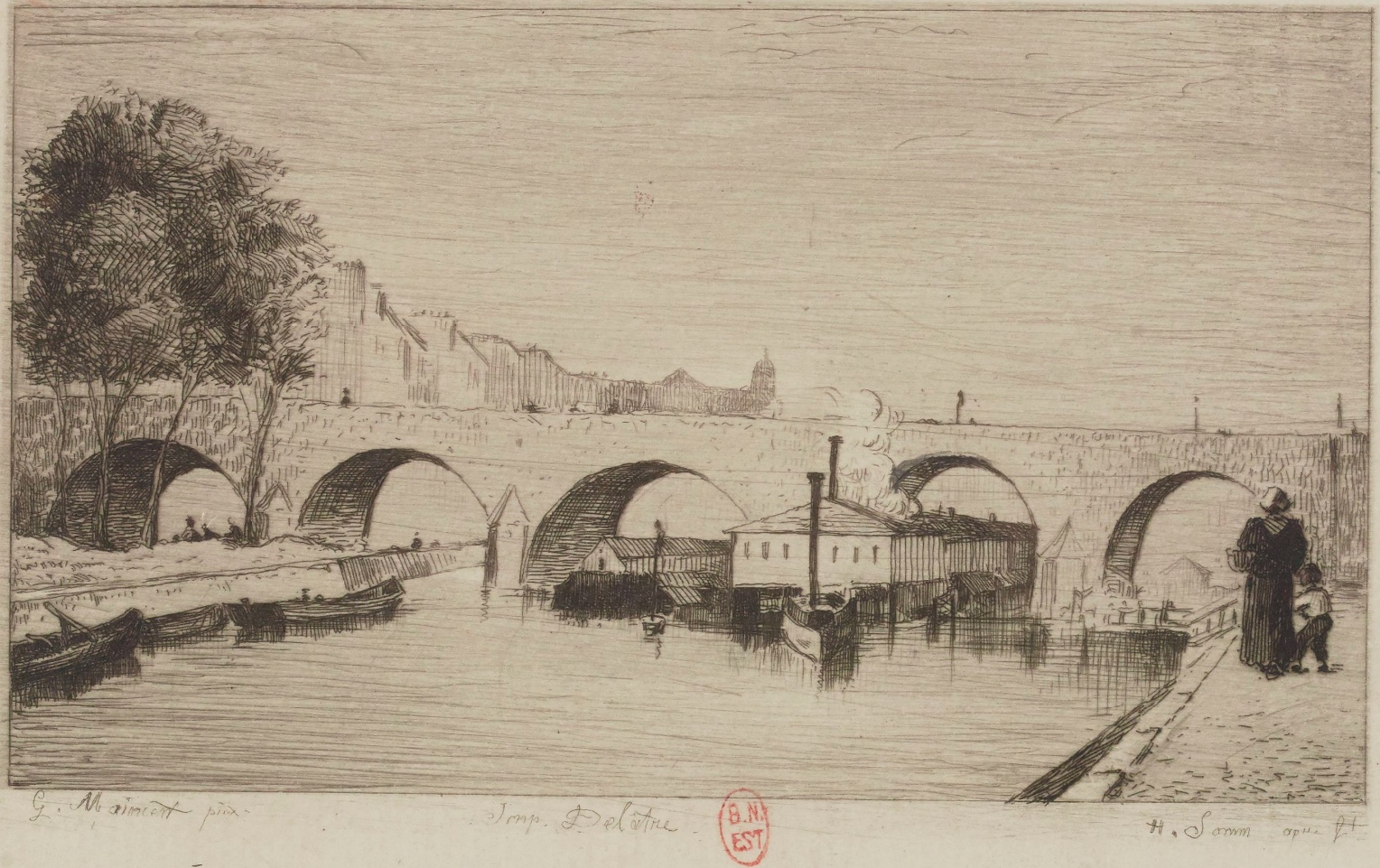
Pont sur la Seine à Paris, gravure de Henry Somm (1880).
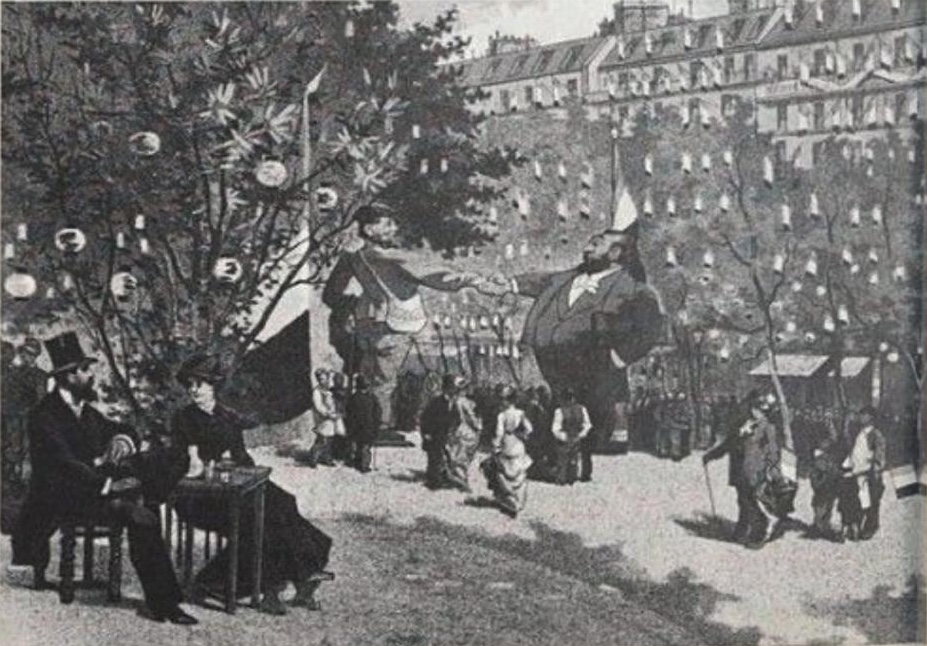
Avenue Trudaine, imprimé par Jules Chéret (1880).
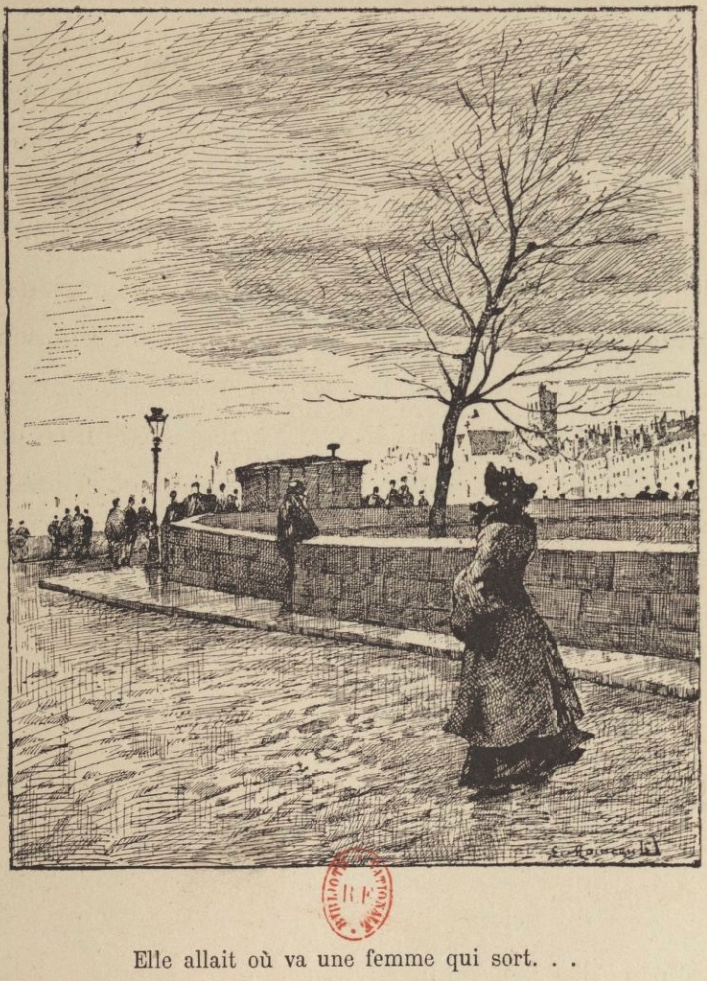
le rêve d'un viveur (1883).

Cette même année 1883, il est contacté par Anna Judic, une comédienne à la mode, qui lui demande de réaliser la décoration des murs de la serre de son hôtel particulier parisien qu'elle fait construire par l'architecte Jacques Drevet. Il y réalise de grands panoramas paysagés de Saint-Germain, Bougival et Chatou. Des problèmes d'héritage imposent la revente en licitation de l'hôtel, en 1884, ce qui permet aux chroniqueurs d'y découvrir les œuvres de Gustave Maincent et d'assoir sa notoriété. Notamment, le journaliste Émile Blavet, qui signe Parisis, relate sa visite de l'hôtel dans son article « Intérieur d'Artiste » daté du 12 décembre 1884, paru dans un recueil de ses chroniques intitulé La Vie parisienne : « Un corridor à franchir, et nous voici dans le jardin d'hiver, en pleine flore tropicale. Pour tous meubles, des sièges bas, un métier à tapisserie, un échiquier, et l'indispensable piano. La lumière tombe, du plafond à ciel ouvert, tamisée par un immense velum en soie des Indes. Maincent a jeté sa fantaisie charmante sur les murs où les panoramas de Saint-Germain, de Bougival et de Chatou forment une succession de frais paysages, et donnent l'illusion de la campagne au cœur de Paris ».
Ayant acquis de la notoriété, la galerie Bernheim-Jeune, rue Laffitte, organise une exposition de trente-huit de ses tableaux pour les vendre aux enchères, par Maître Tual Commissaire-priseur, à l'hôtel Drouot. L'objectif est de lui établir une cote, comme l'explique Charles Pillet dans sa chronique de l'Hôtel Drouot du 2 janvier 1885 : 

« Rien n'est plus intéressant que la tentative d'un jeune artiste qui, pour la première fois, aborde l'hôtel des ventes. Voir son premier tableau admis au Salon annuel cause une bien légitime satisfaction d'amour-propre en est doucement chatouillé. Lorsque plus tard les récompenses arrivent, mention honorable d'abord, troisième médaille ensuite, comme c'est le cas pour M. Gustave Maincent, dont Me Tual, commissaire-priseur, et M. Bernheim, expert, viennent de vendre trente-huit tableaux, l'artiste conçoit plus de confiance en lui-même. Il marche d'un pas plus sûr dans la voie ouverte devant lui. Le suffrage de ses maîtres, de ses anciens, de ces camarades est un dictame bienfaisant qui le soutient dans ses défaillances, le réconforte et l'enhardit. Mais après ces succès d'estime, il est bon d'en chercher de plus matériels et de plus positifs, et c'est alors que l'artiste songe à prendre le chemin de l'hôtel Drouot. Je vais faire ma vente, dit l'artiste, et il prépare sa vente, travaillant avec amour, sans perdre l'art de vue, mais aussi en regardant un peu le bourgeois, c'est-à-dire l'acheteur, du coin de l'œil. Puis les tableaux arrivent dans la salle, y sont disposés le plus favorablement possible et le public est admis à visiter. Public d'amis et public d'indifférents, ceux-là complimentent, ceux-ci regardent et passent. L'artiste interroge chaque visage d'un regard inquiet, de temps à autre il reçoit des félicitations et des encouragements ; mais si sincères qu'ils soient, ils sont platoniques, ceux qui les lui adressent ne sont pas des acheteurs, et des acheteurs il est tenté d'en voir dans tous ceux qui regardent ses œuvres avec quelque attention, et déjà il entend les enchères se presser drues comme la grêle sous le marteau du commissaire-priseur, jusqu'au moment où, deux visiteurs nouveaux étant entrés, l'un jette à l'autre cette appréciation : « Ça, ça ne se vendra pas cher » ; c'est le même qui dans la salle voisine avait dit en tâtant une étoffe : « Ça, ça n'est pas de la soie, c'est du fil. » Le pauvre artiste retombe dans toutes ses perplexités jusqu'au moment de la vente, et le plus souvent c'est l'oiseau de mauvais augure qui a raison, même contre le talent. Car, auprès du public acheteur, il ne suffit pas d'avoir du talent, il faut encore que ce talent soit côté et c'est pour cela que l'artiste vient demander à l'hôtel des ventes cette consécration. Les débuts sont difficiles et M. Maincent, qui faisait sa vente lundi dernier, doit se montrer satisfait de l'accueil que lui ont fait les acheteurs, malgré la modicité des prix obtenus. Il méritait d'ailleurs d'être bien accueilli, son talent est aimable, facile et distingué ; son impression de la nature est juste, l'expression en est encore un peu timide, parfois incomplète, mais la tonalité générale est harmonieuse. Nous retrouverons certainement M. Maincent à l'hôtel des ventes.. »

Le total de la vente est de 11 107 fr, les toiles ayant obtenu les meilleurs prix sont : 585 fr pour Saltimbanques, 505 fr pour Embarquement, 500 fr pour Près le pont Marie et Boulevard des Capucines, 490 fr pour Maison de Bougival, 485 fr pour Lavoirs à Bougival, et 470 fr pour Ile Saint-Louis.
En 1886, Gustave Maincent quitte Paris pour aller habiter à Rueil. Il y habite en trois lieux successivement tout en ayant des points de chute à Paris. En 1893, il est vice-président du jury de l'Exposition des beaux-arts de la Ville de Rueil, présidé par le maire. Son élève Henri-Julien Dumont y expose une œuvre. Cette même année, le recensement de la commune permet d'apprendre qu'il partage, son logement du 59, avenue du Chemin de fer, avec sa compagne Louise Beaudelot.

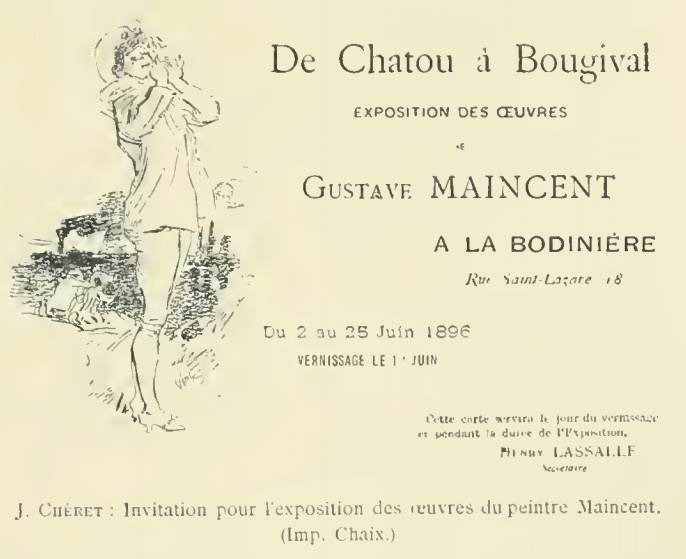
Carton d'invitation réalisé par Jules Chéret (1896).

Il déménage en 1894 pour s'installer sur l'île de Chatou à la maison Fournaise, où il peint de plus en plus notamment par tous les temps sur les berges de la Seine. L'architecte et ingénieur civil Émile Blaise lui achète A Carrière sur Seine, exposé au Salon. Cet acheteur récidive l'année suivante avec La Seine est prise ! Chatou 1895, qui est finalement acheté par l'État lors du Salon de cette même année 1995. Maincent, indemnise son collectionneur avec deux autres tableaux. En 1896, Émile Blaise possède plus de soixante tableaux achetés pour une somme totale de 18 480 fr. Cette collection est mise en vente dans le cadre d'une grande exposition personnelle du peintre, avec soixante-six œuvres accrochées dans la salle de La Bodinière. L'exposition a lieu du 2 au 25 juin, avec un vernissage le premier juin. Jules Chéret réalise gracieusement le carton d'invitation.

### Décès et inhumation
Malade du cœur depuis longtemps, Gustave Maincent meurt d'une crise cardiaque le 2 octobre 1897 dans le train de la ligne de Paris-Saint-Lazare à Saint-Germain-en-Laye, près de la gare de Rueil-Malmaison,. Le service mortuaire est célébré dans la chapelle du Père-Lachaise, en présence de personnalités, notamment Benjamin-Constant et Oscar Roty, de l'Institut, Armand Silvestre, etc. Un discours est prononcé par Antoine Guillemet. Il est inhumé dans la 52e division du cimetière du Père-Lachaise,.

## Salons

### Paris, Salon de peinture et de sculpture
Les Salons de cette époque ont lieu dans un bâtiment dénommé « palais des Champs-Élysées ».
- 1867 : no 1018, Paysage, adresse : 26, rue Saint-Paul[33].
- 1868 : no 1649, Le Barrage de Champigny, adresse : 26, rue Saint-Paul[34].
- 1869 : no 1603 Le Pont Marie et no 1604 Souvenir du château Héron (Seine-Inférieure), adresse : 26, rue Saint-Paul[35].
- 1870 : no 834 Pointe de l'île Saint-Louis et no 1835 Vue prise près du Pont-Royal, adresse : 26, rue Saint-Paul [36].
- 1873 : no 992 Souvenirs des environs de Paris, adresse : 46, rue Richer[37].
- 1874 : no 1255, Aux environs de Paris, adresse : 13, boulevard Beaumarchais[38].
- 1876 : no 1384 La Rue Lallier, un jour de neige et no 1383 Paris, vu des buttes Montmartre, adresse : 27, rue Turgot[39].
- 1878 : no 1488 Champs-Élysées, adresse : 19, rue de Douai[40].
- 1879 : no 1992 Quai aux Fleurs, adresse : 78, rue Neuve-Fontaine-Saint-Georges[41].

### Paris, Salon des artistes français
Les Salons de cette époque ont lieu dans un bâtiment dénommé « palais des Champs-Élysées ».
- 1880 : no 2426 Au Moulin de la Galette, 55 × 90 cm (ancienne collection J. Paton), adresse : 6 et 7, rue Fromentin[42].
- 1881 : no 1506 Place Pigale, adresse : chez MM. Bertrand et Cie, 6, rue Halévy[43].
- 1882 : no 1743 Le Jour de la boucherie à Méricourt (Seine-et-Oise) (ancienne collection M. Durand-Ruel), adresse : chez M. Durand-Ruel, 1, rue de la Paix[44].

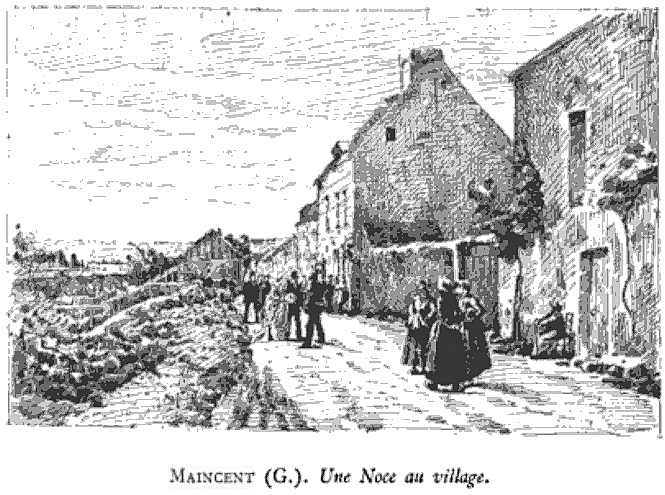
Une noce au village, dessin d'après le tableau exposé au Salon de 1883.

- 1883 : no 1582 Le Pont-Marie et no 1581 Une noce au village (ancienne collection Crétu), adresse : 11, boulevard de Clichy[45].
- 1884 : no 1602 À Saint-Ouen et no 1603 Retour de pêche, adresse : chez M. Crétu, 21, rue Duperré[46].
- 1885 : no 1642 Pont Notre-Dame, adresse : 2, rue Malher[47].
- 1886 : no 1547 À Port-Marly, un jour de mi-carême, adresse : à Rueil (Seine-et-Oise), 7, rue Béquet[48].
- 1887 : no 1568 Environs de Paris, adresse : à Rueil (Seine-et-Oise), 7, rue Béquet, et à Paris, 5, rue Jadin[49].
- 1888 : no 1708 Souvenir de Rolleboise, adresse : à Rueil (Seine-et-Oise), 7, rue Béquet[50].
- 1889 : no 1766 Crépuscule, adresse : à Rueil (Seine-et-Oise), 8, avenue Beau-Séjour[51].
- 1890 : no 1575 Dans l'île de Croissy et no 1574 Un soir à Port-Marly, adresse : à Rueil (Seine-et-Oise), 8, avenue Beau-Séjour et à Paris, chez MM. Beaudet et Lhuillier, 32 bis, boulevard Haussmann[52].
- 1891 : no 1101 Bords de la Seine, aux environs de Rueil, adresse : idem 1890[53].
- 1892 : no 1136 Un soir après l'orage, adresse : à Rueil, 59, avenue du Chemin-de-fer[54].
- 1893 au palais des Champs-Élysées : no 1183 À la Grenouillère, adresse : à Rueil, 59, avenue du Chemin-de-fer[55].
- 1894 : no 1234 Au pont de Chatou et no 1235 À Carrière-Saint-Denis, adresse : à Chatou (Seine-et-Oise), villa Fournaise, au pont de Chatou, et à Paris, 100, rue Doudeauville[56].
- 1895 : no 1261 La Seine est prise ! Chatou 1895, adresse : à Chatou (Seine-et-Oise), villa Fournaise, au pont de Chatou[57].

### Besançon, Salon
- 1880 : no 557 Environs de Paris (Saint-Ouen), adresse : 6 et 7, rue Fromentin à Paris[58].

## Récompenses
- Salon de 1881, mention honorable pour Place Pigalle, 82 × 60 cm, signé à gauche : Gustave Maincent. Description de l'œuvre par Georges Lafenestre : « Sur la droite, au deuxième plan, la fontaine de la place Pigalle. Sur les marches, un ouvrier, assis, fume sa pipe. À droite, une dame en noir parle à une marchande des quatre saisons arrêtée devant elle avec son haquet. À gauche, dans l'éloignement, un omnibus. Au fond, des squelettes d'arbres secs et les maisons du boulevard. Effet de nuit tombante. Quelques boutiques sont déjà éclairées »[59].
- Salon de 1883, médaille de 3e classe pour Une noce au village, 100 × 170 cm, signé en bas à gauche : Gustave Maincent. Description de l'œuvre par Georges Lafenestre : « une rue de village bordée à gauche par une ravine en contre-bas qui descend vers une rivière. À droite, des maisons et des murs. Au premier plan, trois paysans regardent venir une noce que précède un ménétrier, son violon sur le bras, causant avec le marié et la mariée. Une vieille est assise devant sa porte. Temps gris et clair »[60].
- Salon de 1887, médaille de bronze pour Décembre aux environs de Paris[61].

## Expositions

### De son vivant
- 1884 : galerie Bernheim jeune, rue Laffitte à Paris, exposition de 38 tableaux[62] pour une vente par Maître Tual, commissaire-priseur à l'hôtel Drouot[63].
- 1896 : De Chatou à Bougival, exposition à La Bodinière (Paris) de 66 tableaux sous le patronage de Jules Chéret[64].

### Posthume
- Du 1er mai au 1er novembre 2015, Le Petit Corot des bords de Seine, exposition de 45 tableaux au musée Fournaise à Chatou[65].

Œuvres présentées à l'exposition du musée Fournaise en 2015
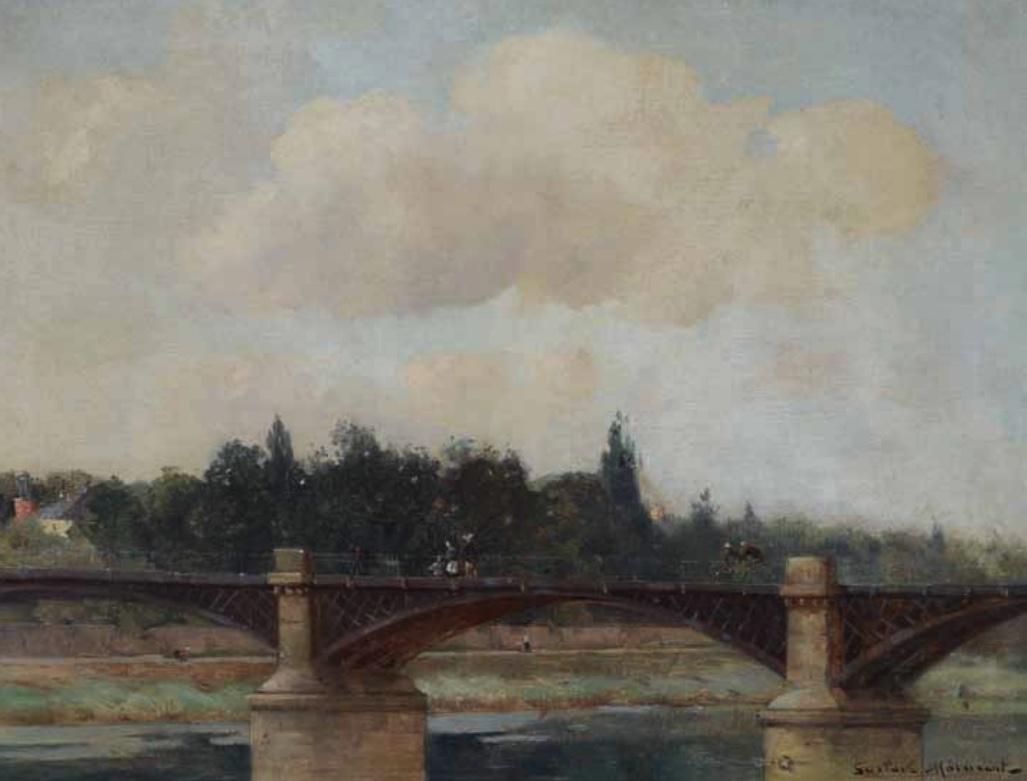
Promenade estivale sur le pont de Chatou, collection Pierre-François Maincent.
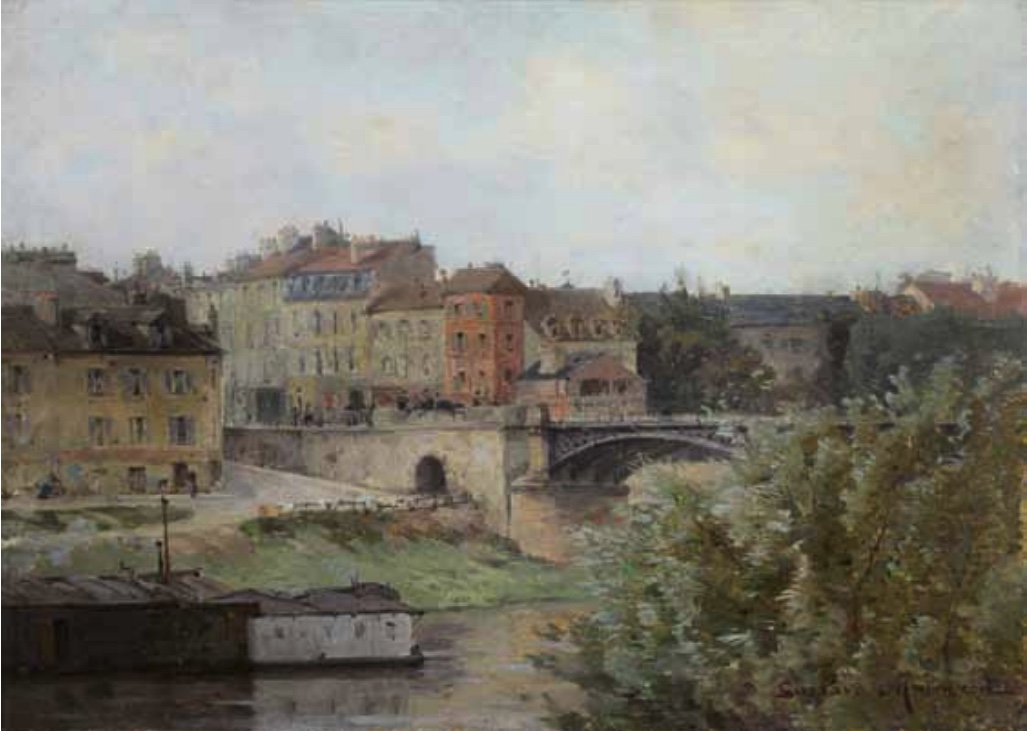
Pont de Chatou, collection particulière.
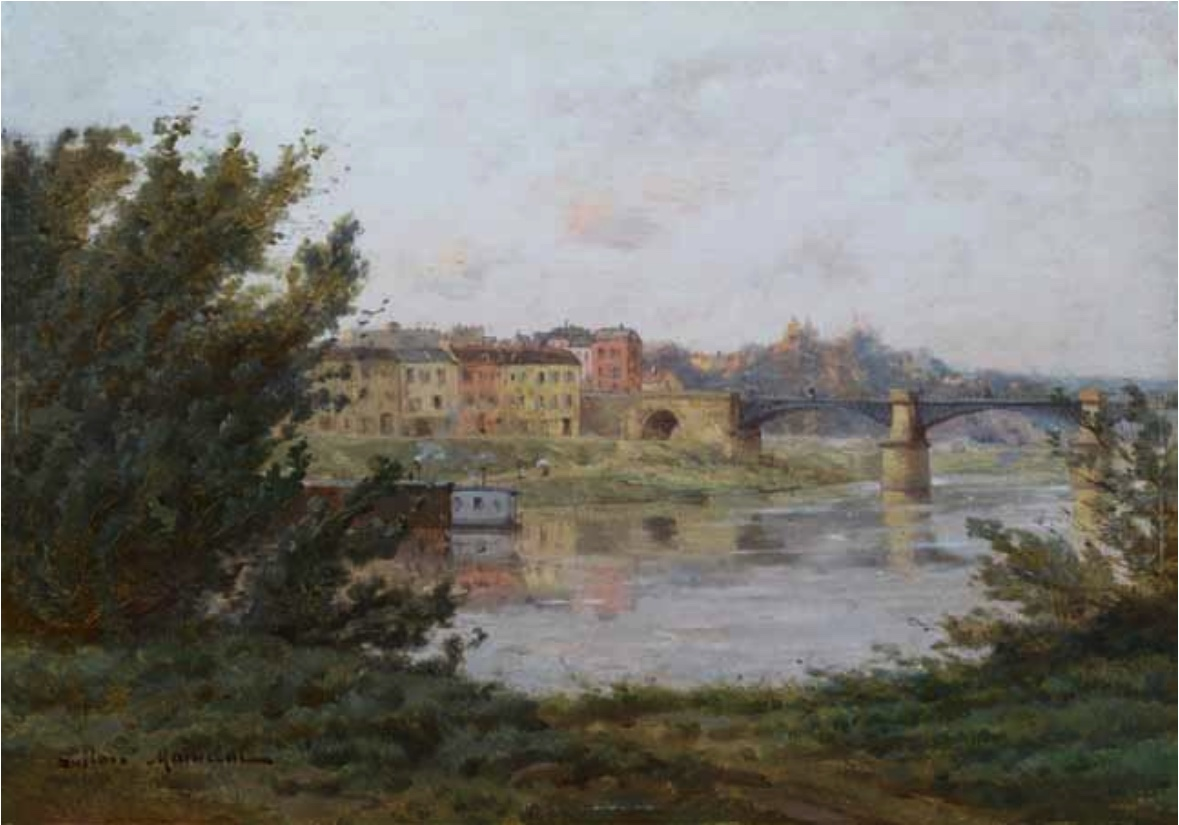
Pont de Chatou, collection Pierre-François Maincent.

## Distinction
Gustave Maincent est nommé chevalier de l'ordre national de la Légion d'honneur par décret du 16 avril 1897,.

## Œuvres dans les collections publiques
- Chatou, musée Fournaise : 
  - Le Pont de Chatou, un remorqueur - Vue depuis l'Ile sur Rueil-Malmaison, non daté, huile sur toile, 46 × 38 cm, dont de l'Association des amis de la maison Fournaise ;
  - Départ forcé !, 1896, huile sur toile, 116 × 89 cm, don de l'Association des amis de la maison Fournaise ;
  - Bords de rivières animés de mâts de signalisation, non daté, huile sur toile, 24 × 32,5 cm, don de l'Association des amis de la maison Fournaise ;
  - Bords de rivière, non daté, huile sur toile, 46 × 55,51 cm, don de l'Association des amis de la maison Fournaise ;
  - Pêcheurs au bord de la Seine, non daté, huile sur toile, 27 × 41,1 cm ;
  - Bords de Seine, non daté, huile sur toile, 27 × 41,1 cm.
- Paris, musée d'Orsay : La Seine est prise - Chatou, 1895, dépôt du musée d'Art et d'Histoire de Belfort.
- Troyes, musée Saint-Loup : Paysage, huile sur bois, 24 × 34 cm (n°|178), don d'Albert Mérat en 1905[67],[68].